# Leiocephalus jamaicensis
Leiocephalus jamaicensis (ямайська ігуана-крутихвіст) — викопний вид ігуаноподібних ящірок родини Leiocephalidae, який був ендеміком Ямайки.

## Поширення і екологія
Ямайська ігуана-крутихвіст відома за викопними рештками, знайденими в печері Дейрі в околицях міста Діскавері-Бей в окрузі Сент-Енн на північному узбережжі Ямайки. Вид вимер у пізньому плейстоцені.